# Cassinetta di Lugagnano
Cassinetta di Lugagnano ist eine italienische Gemeinde mit 1914 Einwohnern (Stand 31. Dezember 2023) in der Metropolitanstadt Mailand in der Region Lombardei.
Die Nachbarorte von Cassinetta di Lugagnano sind Corbetta, Robecco sul Naviglio, Albairate und Abbiategrasso.

## Demografie
Cassinetta di Lugagnano zählt 650 Privathaushalte. Zwischen 1991 und 2001 stieg die Einwohnerzahl von 1152 auf 1577. Dies entspricht einem prozentualen Zuwachs von 36,9 %.
Cassinetta ist Mitglied der Vereinigung I borghi più belli d’Italia (Die schönsten Orte Italiens).  